# Dłutów (gromada)
Dłutów – dawna gromada, czyli najmniejsza jednostka podziału terytorialnego Polskiej Rzeczypospolitej Ludowej w latach 1954–1972.
Gromady, z gromadzkimi radami narodowymi (GRN) jako organami władzy najniższego stopnia na wsi, funkcjonowały od reformy reorganizującej administrację wiejską przeprowadzonej jesienią 1954 do momentu ich zniesienia z dniem 1 stycznia 1973, tym samym wypierając organizację gminną w latach 1954–1972.
Gromadę Dłutów siedzibą GRN w Dłutowie utworzono – jako jedną z 8759 gromad na obszarze Polski – w powiecie łaskim w woj. łódzkim, na mocy uchwały nr 31/54 WRN w Łodzi z dnia 4 października 1954. W skład jednostki weszły obszary dotychczasowych gromad Dłutów, Budy Dłutowskie, Dłutów Poduchowny, Huta Dłutowska, Leszczyny Duże, Leszczyny Małe, Łaziska i Orzk ze zniesionej gminy Dłutów w powiecie łaskim oraz obszary dotychczasowych gromad Stoczki-Porąbki i Redociny ze zniesionej gminy Wadlew w powiecie piotrkowskim. Dla gromady ustalono 27 członków gromadzkiej rady narodowej.
1 stycznia 1958 do gromady Dłutów przyłączono wieś Czyżemin ze znoszonej gromady Zofiówka  w powiecie łódzkim w tymże województwie.
1 stycznia 1959 do gromady Dłutów przyłączono obszar zniesionej gromady Mierzączka Duża w powiecie łaskim oraz wieś Jastrzębiniec z gromady Żeronie w powiecie piotrkowskim.
1 lipca 1968 do gromady Dłutów włączono przysiółek Budy Tążewskie, wieś Lesieniec, wieś i kolonię Tążewy oraz kolonię Władysławów ze znoszonej gromady Górki Małe w powiecie łódzkim w tymże województwie.
Gromada przetrwała do końca 1972 roku, czyli do kolejnej reformy gminnej. 1 stycznia 1973 w powiecie łaskim reaktywowano gminę Dłutów (od 1999 gmina leży w powiecie pabianckim).